# Bisdom České Budějovice

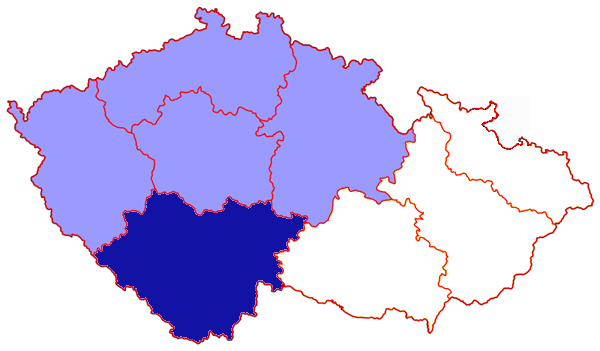
Het bisdom (donkerpaars) binnen de kerkprovincie Praag (lichtpaars)

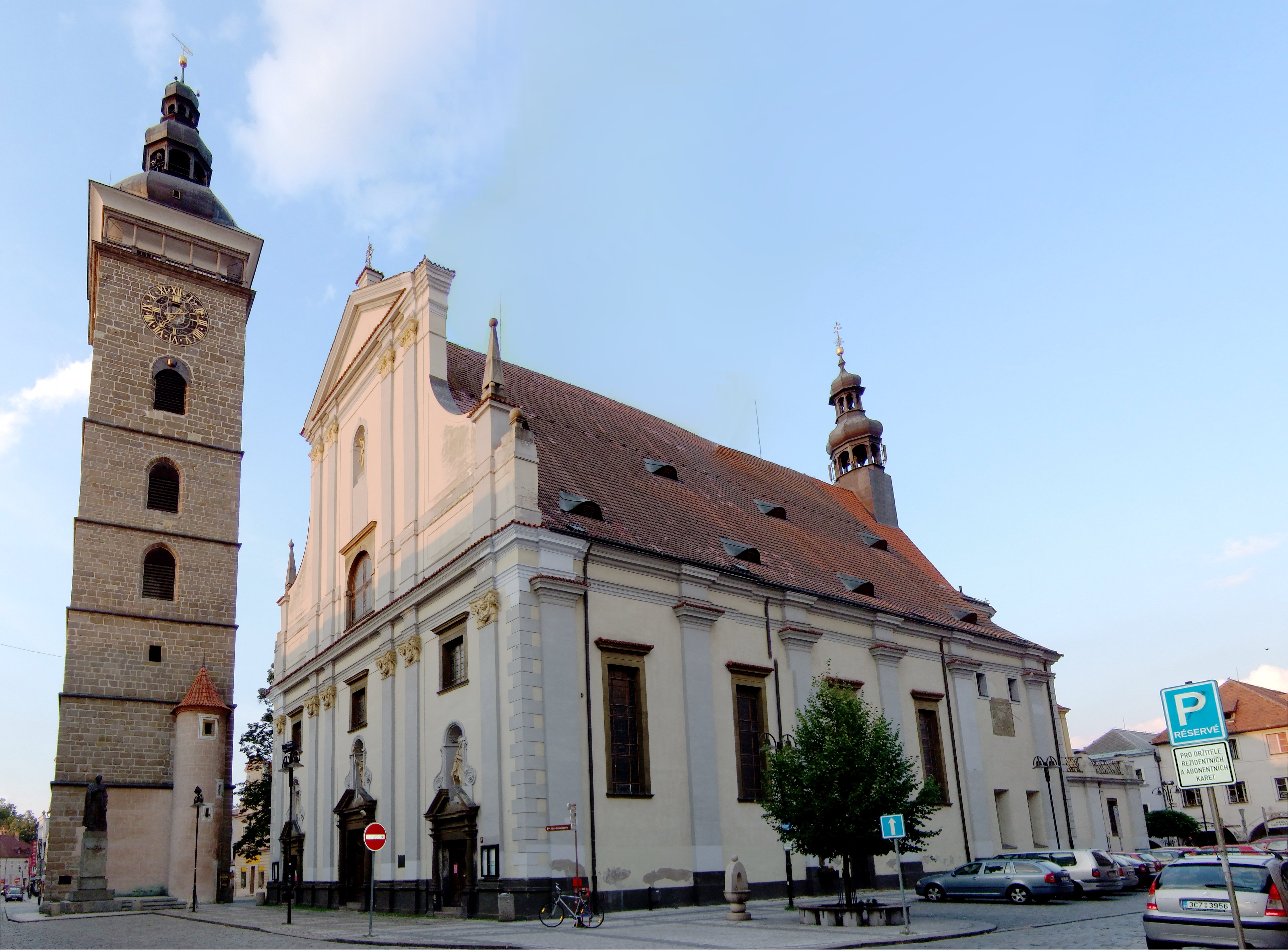
De Sint-Nicolaaskathedraal in České Budĕjovice

Het bisdom České Budějovice (Latijn: Dioecesis Budovicensis, Duits: Bistum Budweis) is een rooms-katholiek bisdom met als zetel České Budějovice in Tsjechië. Het is een suffragaan bisdom van het aartsbisdom Praag. Het bisdom werd op 20 september 1785 opgericht door paus Pius VI. De hoofdkerk is de Sint-Nicolaaskathedraal in České Budějovice en de patroonheiligen van het bisdom zijn Sint-Nicolaas en Sint-Johannes Nepomuk.
Tijdens de Tweede Wereldoorlog en ook tijdens het communistisch regime na de dood van bisschop Joseph Hlouch was de bisschopszetel vacant. In 1993 werd het bisdom Plzeň (Pilsen) opgericht, deels uit gebied van het bisdom České Budějovice.
Het bisdom heeft een oppervlakte van 12.500 km². In 2019 telde het bisdom 354 parochies. Er woonden toen 743.780 mensen waarvan 38,2% katholiek was.

## Bisschoppen
De bisschop van České Budějovice is sinds 2015 Vlastimil Kročil en hulpbisschop sinds 2008 is Pavel Posád.

### Lijst van bisschoppen
- Johann Prokop von Schaffgotsch (1785-1813)
- Constantin Ernest Růžička (1816-1845)
- Josef Ondřej Lindauer (1845-1850)
- Jan Valerián Jirsík (1851-1883)
- Franziskus von Paula Schönborn (1883-1885)
- Martin Josef Říha (1885-1907)
- Josef Antonin Hůlka (1907-1920)
- Šimon Bárta (1920-1940)
- Joseph Hlouch (1947-1972)
- Miloslav Vlk ( 1990-1991)
- Antonín Liška, C.SS.R. (1991-2002)
- Jiří Paďour, O.F.M. Cap. (2002-2014)
- Vlastimil Kročil (2015–)

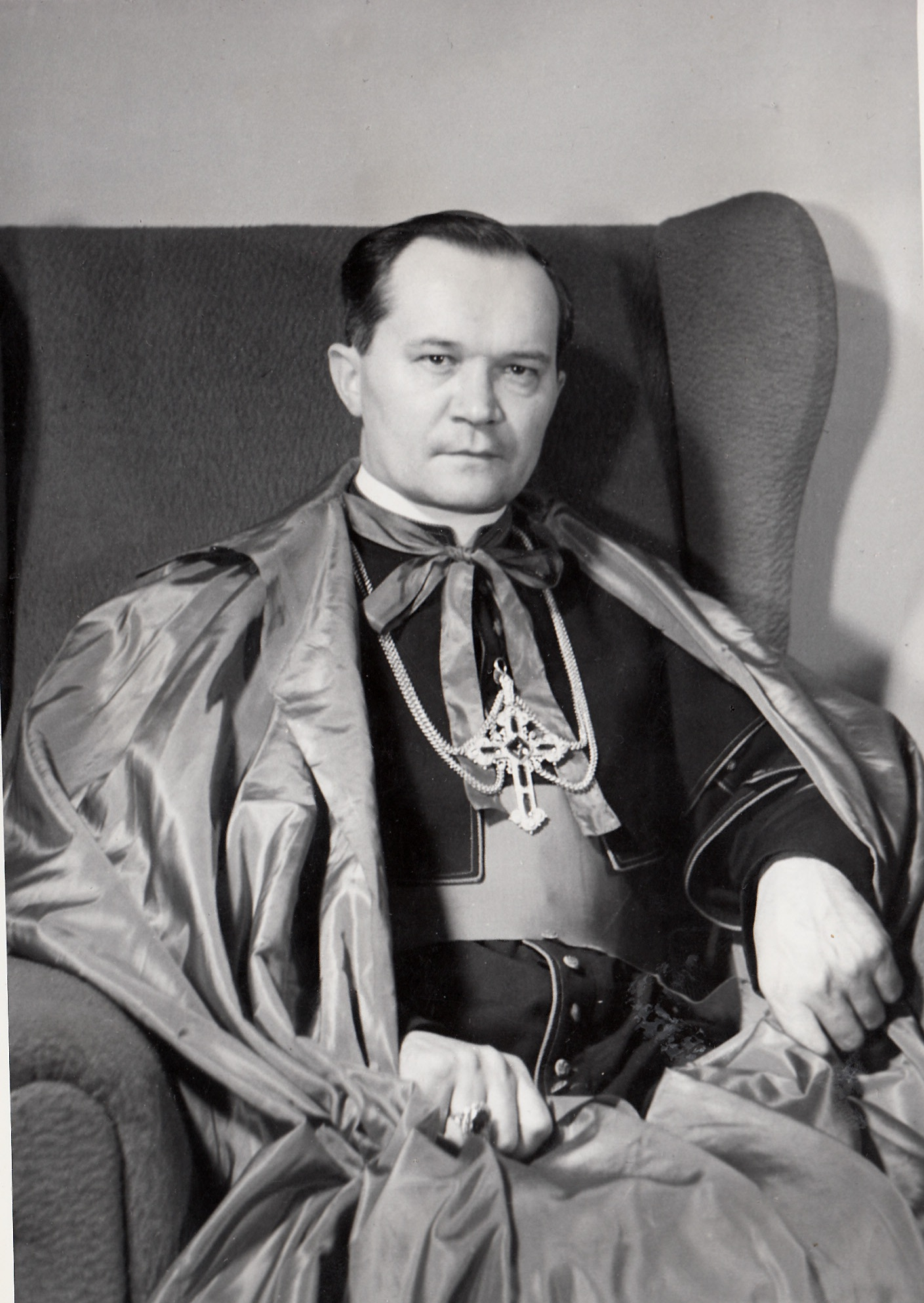
Joseph Hlouch
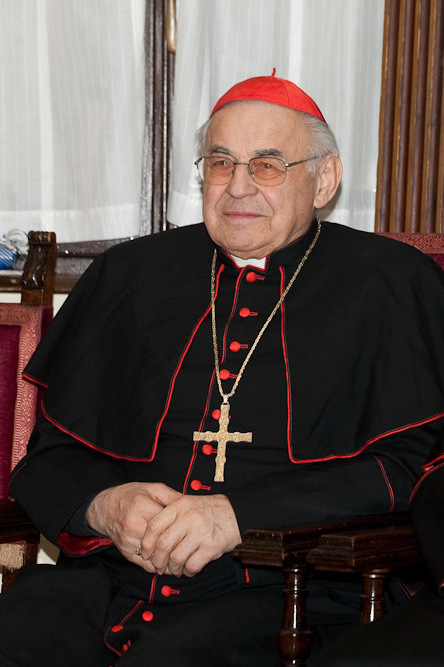
Miloslav Vlk
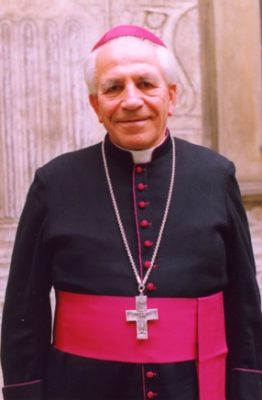
Antonín Liška
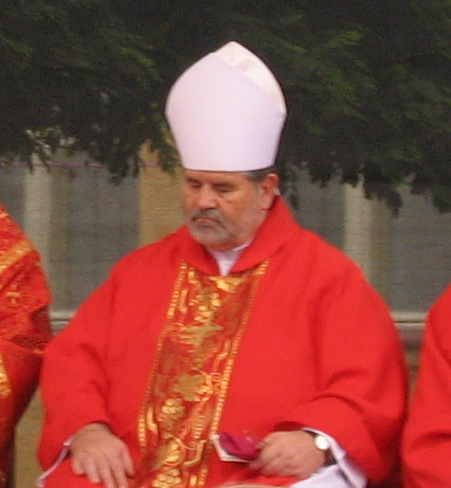
Jiří Paďour
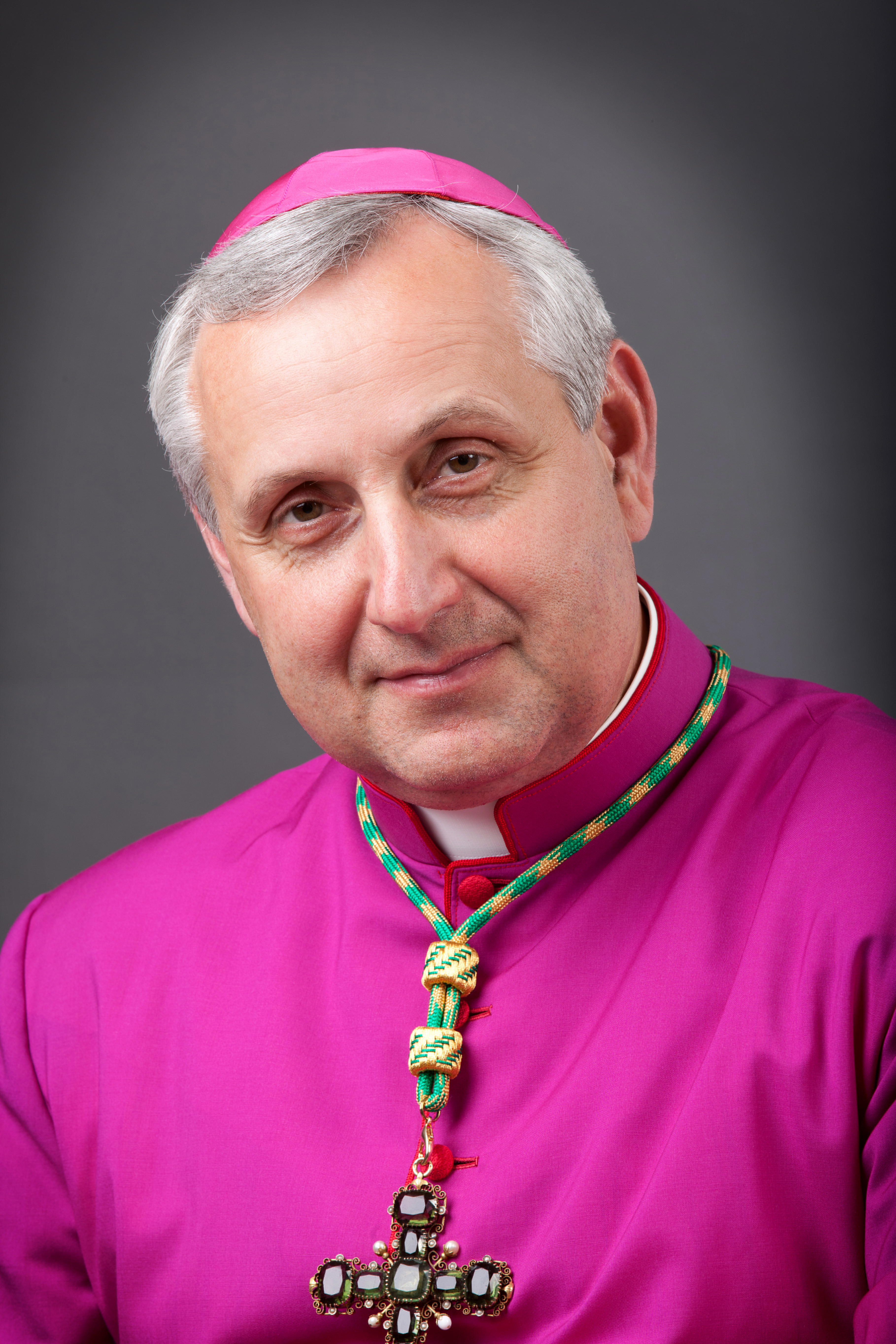
Vlastimil Kročil